# Schweizer Revue
Die Schweizer Revue ist eine Informationszeitschrift für im Ausland lebende Schweizer Staatsangehörige. Sie erscheint seit 1974 sechsmal jährlich in den Sprachen Deutsch (Schweizer Revue), Französisch (Revue Suisse), Englisch (Swiss Review) und Spanisch (Panorama Suizo) mit einer Gesamtauflage von 427'000 Exemplaren und einer Reichweite von 751'800 Lesern. Die italienischsprachigen Auslandschweizer werden durch die Gazzetta Svizzera separat informiert, welche bereits 1968, also sechs Jahre vor der Schweizer Revue, zum ersten Mal herausgegeben wurde.
Die Schweizer Revue wird im Auftrag des Bundes von der Auslandschweizer-Organisation (ASO) herausgegeben.

## Inhaltliche Schwerpunkte
Die Schweizer Revue ist konfessionell und politisch neutral. Sie versteht sich als Informationsorgan und als Bindeglied zwischen der Schweiz und ihren im Ausland lebenden Staatsangehörigen, den so genannten Auslandschweizern. Im Zentrum der Beiträge stehen Themen von allgemeinem und praktischem Interesse dieser Leserschaft. Ein besonderes Gewicht liegt dabei auf politischen Themen, damit die im Ausland lebenden Schweizer Bürger ihr Stimm- und Wahlrecht ausüben können. Durch die Vermittlung amtlicher Informationen erhält die Schweizer Revue zudem den Charakter eines verbindlichen Amtsblattes. 
Viermal jährlich gibt es für die Adressaten in verschiedenen Ländern eine spezifische Beilage mit Informationen der lokalen konsularischen Vertretungen und der lokalen Schweizer Vereine. 

## Vertrieb
Die Schweizer Revue wird gratis an alle bei einer schweizerischen Vertretung (Botschaften und Konsulate) im Ausland angemeldeten Haushalte verteilt, sie kann aber auch gegen eine geringe Gebühr abonniert werden.